# رقاقة ألومنيوم

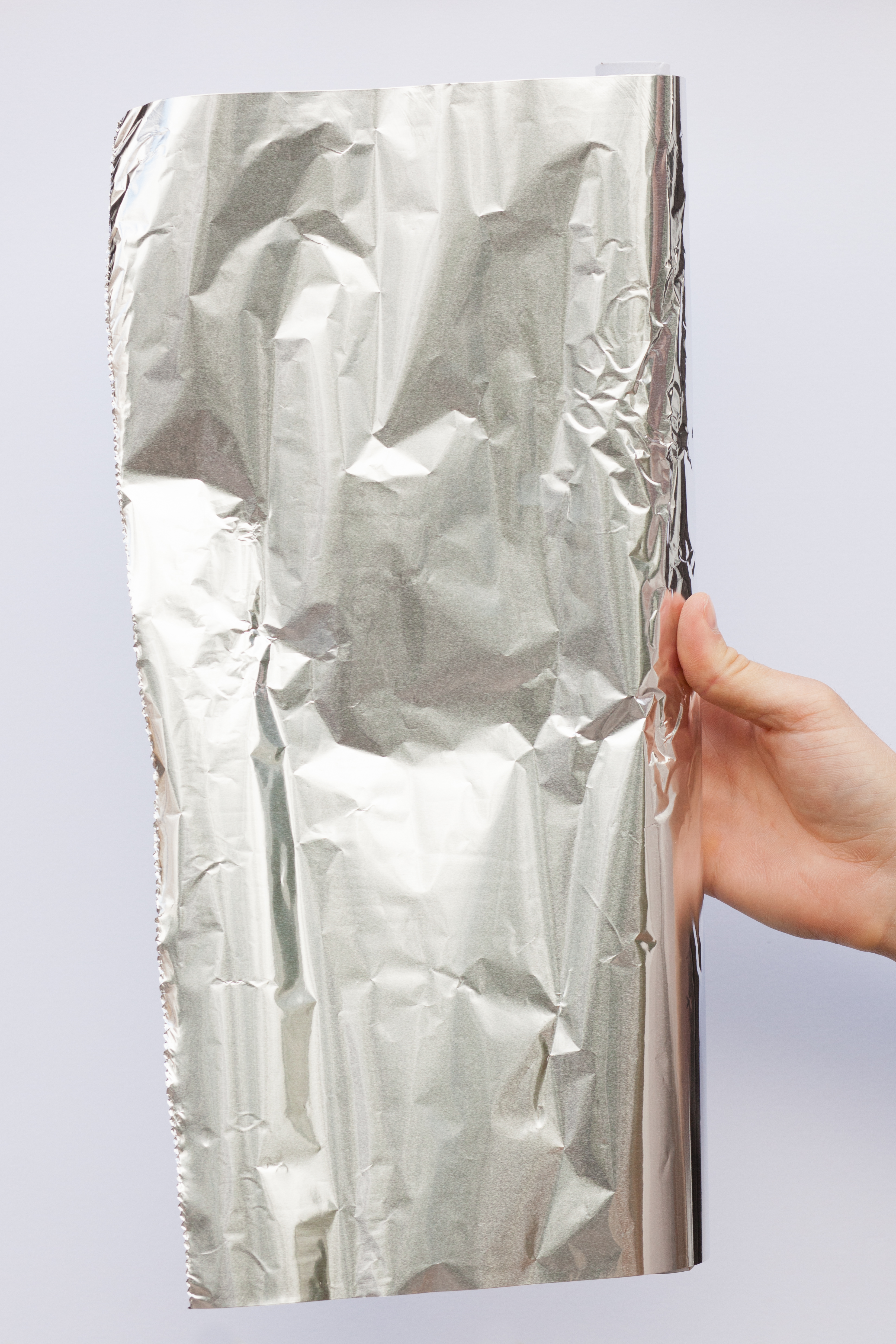
بكرة من رقاقة ألومنيوم

رقاقة ألومنيوم  (ج. رقائق الألومنيوم) أو ورق الألومنيوم هو الألومنيوم مُعد بورق رقيق، بسماكة أقل من 0.2 مل، قد تصل في بعض الأحيان إلى سماكة 6 ميكرومتر، يستخدم لتغليف الأطعمة، إن هذه الرقاقات تكون مرنةً وبسهولة يمكن ثنيها وجعلها تلتف حول الأشياء، تكون الرقاقات بعض الأحيان هشةً لذلك يقام بتدعيمها بمواد أخرى كالبلاستيك والورق العادي لجعلها أكثر فائدة. في القرن العشرين حلت رقاقات الألمنيوم محل الرقاقات القصديرية.

## الاستخدامات

### التعبئة والتغليف

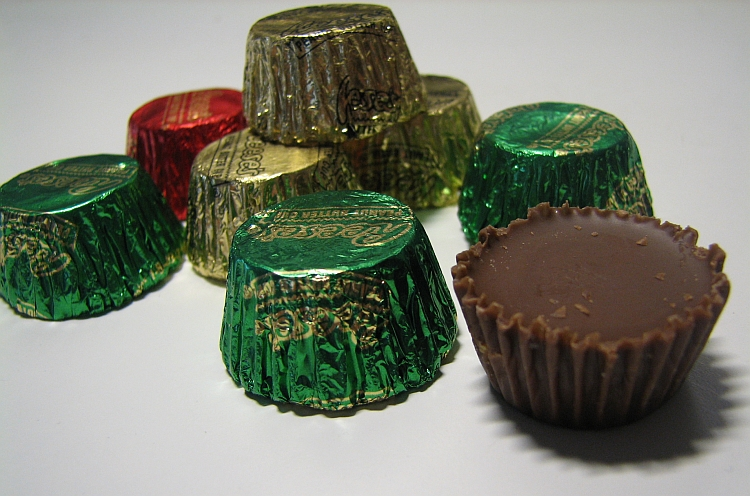
صور لحلوى في معباه رقائق الألومنيوم

يستخدم الألمنيوم في التغليف لأنه شديد المرونة: يمكن تحويله بسهولة إلى صفائح رقيقة وطيه أو لفه أو تعبئته.  تعمل رقائق الألومنيوم كحاجز كلي للضوء والأكسجين (مما يتسبب في أكسدة الدهون أو زنثها) والروائح والنكهات والرطوبة والجراثيم، ولذلك فهي تستخدم على نطاق واسع في الأغذية والأدوية، ويشمل التعبئة والتغليف بما في ذلك العبوات طويلة العمر (المعالجة المعقمة) للمشروبات ومنتجات الألبان، مما يسمح بالتخزين دون تبريد. تُستخدم حاويات وصواني رقائق الألومنيوم لخبز الفطائر وتعبئة الوجبات الجاهزة والوجبات الخفيفة الجاهزة سفري وأطعمة الحيوانات الأليفة لفترات طويلة الأمد.